# Fresneaux-Montchevreuil
Fresneaux-Montchevreuil és un municipi francès, situat al departament de l'Oise i a la regió dels Alts de França. L'any 2007 tenia 754 habitants.

## Demografia

### Població
El 2007 la població de fet de Fresneaux-Montchevreuil era de 754 persones. Hi havia 280 famílies de les quals 52 eren unipersonals (36 homes vivint sols i 16 dones vivint soles), 88 parelles sense fills, 120 parelles amb fills i 20 famílies monoparentals amb fills.
La població ha evolucionat segons el següent gràfic:
Habitants censats

### Habitatges
El 2007 hi havia 308 habitatges, 279 eren l'habitatge principal de la família, 17 eren segones residències i 12 estaven desocupats. 297 eren cases i 11 eren apartaments. Dels 279 habitatges principals, 255 estaven ocupats pels seus propietaris, 21 estaven llogats i ocupats pels llogaters i 3 estaven cedits a títol gratuït; 4 tenien una cambra, 17 en tenien dues, 46 en tenien tres, 69 en tenien quatre i 143 en tenien cinc o més. 161 habitatges disposaven pel capbaix d'una plaça de pàrquing. A 100 habitatges hi havia un automòbil i a 153 n'hi havia dos o més.

### Piràmide de població
La piràmide de població per edats i sexe el 2009 era:
| Homes | Edats   | Dones |
| ----- | ------- | ----- |
| 0     | 95 o +  | 0     |
| 0     | 90 a 94 | 4     |
| 0     | 85 a 89 | 0     |
| 0     | 80 a 84 | 4     |
| 8     | 75 a 79 | 16    |
| 16    | 70 a 74 | 12    |
| 0     | 65 a 69 | 12    |
| 16    | 60 a 64 | 8     |
| 20    | 55 a 59 | 12    |
| 12    | 50 a 54 | 24    |
| 28    | 45 a 49 | 40    |
| 28    | 40 a 44 | 20    |
| 28    | 35 a 39 | 32    |
| 40    | 30 a 34 | 28    |
| 16    | 25 a 29 | 32    |
| 16    | 20 a 24 | 16    |
| 24    | 15 a 19 | 12    |
| 36    | 10 a 14 | 28    |
| 36    | 5 a 9   | 48    |
| 24    | 0 a 4   | 16    |

## Economia
El 2007 la població en edat de treballar era de 517 persones, 392 eren actives i 125 eren inactives. De les 392 persones actives 361 estaven ocupades (196 homes i 165 dones) i 31 estaven aturades (17 homes i 14 dones). De les 125 persones inactives 34 estaven jubilades, 50 estaven estudiant i 41 estaven classificades com a «altres inactius».

### Ingressos
El 2009 a Fresneaux-Montchevreuil hi havia 280 unitats fiscals que integraven 758,5 persones, la mediana anual d'ingressos fiscals per persona era de 20.634 €.

### Activitats econòmiques
Dels 23 establiments que hi havia el 2007, 3 eren d'empreses de construcció, 3 d'empreses de comerç i reparació d'automòbils, 3 d'empreses de transport, 3 d'empreses d'hostatgeria i restauració, 1 d'una empresa d'informació i comunicació, 3 d'empreses de serveis, 4 d'entitats de l'administració pública i 3 d'empreses classificades com a «altres activitats de serveis».
Dels 4 establiments de servei als particulars que hi havia el 2009, 1 era una oficina de correu, 1 taller de reparació d'automòbils i de material agrícola, 1 guixaire pintor i 1 restaurant.
L'any 2000 a Fresneaux-Montchevreuil hi havia 8 explotacions agrícoles.

## Equipaments sanitaris i escolars
El 2009 hi havia una escola elemental integrada dins d'un grup escolar amb les comunes properes formant una escola dispersa.

## Poblacions més properes
El següent diagrama mostra les poblacions més properes.